# Radwimps
I Radwimps sono una rock band giapponese formatasi nel 2001 mentre i membri erano al primo anno di scuole superiori.
Il loro nome è un misto delle parole inglesi rad e wimp. Radwimp quindi è un termine da loro coniato che può assumere il significato di "debole eccellente" oppure di "super-codardo". Delle volte la band usa l'abbreviazione "Rad".

## Storia del gruppo

### Nascita e prime canzoni
La band nacque col nome Radwimps nel 2001 a Kanagawa, in Giappone, durante il loro primo anno di scuola superiore. I cinque membri originali erano amici dalla scuola media. Il cantante Yojiro Noda si è interessato per la prima volta alla musica dopo aver ascoltato gli Oasis alle scuole media e aver cercato di cantarne le canzoni lui stesso. Gli è stato chiesto di diventare il cantante da un amico; in origine le attività della band erano bilanciate con il basket.
Le attività della band iniziarono sulla zona di Yokohama, con la band che si esibì per la prima volta al live house BB Street nel quartiere Kannai di Yokohama il 5 febbraio 2002. A questo punto, il chitarrista Akira Kuwahara lasciò la scuola superiore per concentrarsi sulla band. A settembre e agosto 2002, la band prese parte allo Yokohama High School Music Festival e alla fine vinse il gran premio per la competizione con la canzone "Moshi mo". "Moshi mo" fu pubblicato come singolo di esordio della band a maggio 2003, con 10 000 copie stampate e vendute per 100 yen ciascuna. In seguito a questo singolo, la band ha fatto un tour nell'area di Yokohama, includendo un'esibizione come unico atto allo Yokohama's Club 24West.
La band ha pubblicato il suo album di esordio Radwimps a luglio attraverso l'etichetta indipendente Newtraxx, con brani scritti dalla band nella scuola media. L'agosto successivo, dopo un'apparizione al Festival musicale della High School di Yokohama, la band andò in pausa affinché il cantante Noda e altri membri si concentrassero sugli esami scolastici.

### Dopo la scuola
Il gruppo tornò dalla pausa nel marzo 2004, tuttavia i membri Kei Asō, Yūsuke Saiki e Akio Shibafuji non decisero di riprendere le attività della band. Non fu organizzata un'audizione vera e propria per i nuovi membri, invece, i conoscenti dei membri della band, il batterista Satoshi Yamaguchi e il bassista Yusuke Takeda, furono aggiunti al gruppo senza nemmeno essere stati messi alla prova delle loro abilità. La band iniziò immediatamente a registrare canzoni e, a luglio, pubblicò un secondo singolo, "Kiseki", e si esibì in un tour di tre mesi in Giappone. 
Immediatamente dopo la fine del tour, la band ha iniziato a lavorare al loro secondo album, Radwimps 2: Hatten Tojō, che è stato finalizzato alla fine dell'anno e pubblicato a marzo. Subito dopo l'uscita, la band partì per un tour di cinque mesi, Radwimps Haruna Tour (は る な っ TOUR), e si esibì anche in festival musicali estivi di alto profilo, come Setstock, Rock in Japan e Summer Sonic. Durante questo periodo, la band pubblicò un terzo singolo, "Hexun / Kanashi", che fu la prima entrata in classifica della band.
A novembre, la band ha fatto il suo primo singolo di esordio con EMI Music Japan (ai tempi conosciuta come 'Toshiba EMI') con il singolo "Nijūgoko-me no Senshokutai", seguito da "EDP (Tonde Hi ni Iru Natsu no Kimi)" a gennaio, entrambi nei primi 50 singoli. Passando a un'etichetta major, Noda ha spiegato che la band avrebbe mantenuto la stessa posizione che avevano come band indipendente. Il terzo e primo grande album della band, Radwimps 3: Mujintō ni Motte Ikiwasureta Ichimai, nel marzo 2006, è stato un punto di riferimento nello stabilire la loro popolarità, esordendo al numero 13 delle classifiche degli album sulla classifica Oricon. Radwimps 3 ha visto un cambiamento nello stile musicale della band, permettendo alla band di essere più sperimentale nel loro suono. [18]
Alla fine del 2006 la popolarità della band era cresciuta in modo esponenziale: l'album della band Radwimps 4: Okazu no Gohan, in testa con i primi 20 singoli "Futarigoto" e "Yūshinron" e i primi cinque "Setsuna Rensa", ha esordito al numero cinque con una tiratura iniziale di oltre 100 000 copie. In questo periodo, le versioni più vecchie della band, come Radwimps, Radwimps 2 e "Kiseki", iniziarono a fare grandi numeri di ascolti e continuarono per lunghi periodi, i Radwimps alla fine ottennero anche la certificazione d'oro dalla Recording Industry Association of Japan. Nei seguenti tre anni, sia Radwimps sia Radwimps 2 sono stati per circa 100 settimane in classifica e, all'inizio del 2011, Radwimps 3 e Radwimps 4 continuano anche loro l'ascesa alla notorietà.
Nel 2008, la band ha raggiunto il primo posto con il loro singolo, "Order Made", nelle classifiche Oricon. Il loro album 2009 Altocolony no Teiri ha venduto circa 213 000 copie nella sua prima settimana, esordendo al numero 2 delle classifiche Oricon. La band ha posizionato il suo secondo singolo come numero uno "Dada" nel 2011, nelle classifiche Oricon.
Nel 2011 la band ha pubblicato il suo sesto album Zettai Zetsumei, che ha esordito al numero 2 delle classifiche Oricon e ha ottenuto la certificazione Platinum dalla RIAJ. Dopo l'uscita, la band ha intrapreso il tour "Zettai Enmei" in tutto il Giappone da aprile ad agosto 2011.
L'11 marzo 2012, Radwimps ha pubblicato il suo nuovo singolo "Hakujitsu" (白日, "Broad Daylight") su YouTube, per commemorare l'anniversario di un anno del terremoto e maremoto del Tōhoku del 2011. Dal 2012 al 2021 la band ogni anno, ad eccezione del 2017, ha continuato a pubblicare una canzone commemorativa l'11 Marzo, in ricordo delle vittime del terremoto. L'album  2+0+2+1+3+1+1= 10 years 10 songs, pubblicato nel 2021, contiene le canzoni commemorative che la band ha prodotto negli ultimi dieci anni, con l'aggiunta di due singoli inediti. L'intero ricavato della vendita dell'album è stato donato in beneficenza alla croce rossa giapponese e ai singoli governi locali colpiti dal maremoto.

### Your Name e la notorietà mondiale
Il 24 agosto 2016, i Radwimps hanno pubblicato il loro album Your Name. (君 の 名 は。, Kimi no Na wa.), la colonna sonora dell'omonimo film anime, diretto da Makoto Shinkai. Il film ebbe un successo internazionale, aumentando ulteriormente il profilo globale della band e portandoli al secondo posto nella classifica degli Billboard World Albums. L'album ha anche raggiunto il numero 16 della Billboard Heatseekers Albums, e il numero 15 di Billboard Soundtracks Albums. Nel loro paese d'origine del Giappone, è stato certificato Double Platinum dal RIAJ con oltre 500 000 copie vendute, rendendolo l'album più venduto della band. Ha vinto il Japan Record Awards per lo Special Award, il Japan Academy Prize for Outstanding Achievement in Music, e Soundtrack Album of the Year al 31th Japan Gold Disc Award.
Tre mesi dopo l'uscita del loro ultimo album, la band è tornata con il nono album in studio: Human Bloom. L'album contiene 15 brani di cui 2 brani dall'album Your Name, Zenzenzense e Sparkle. Il 19 aprile 2017, durante il loro tour di Human Bloom, i Radwimps si sono esibiti come ospiti per il tour A Head Full of Dreams dei Coldplay, al Tokyo Dome.
Alla fine del 2018, pubblicarono il nuovo album Anti Anti Generation, presentarono gli ospiti Taka di One Ok Rock, la cantante Aimyon, Tabu Zombie of Soil & "Pimp" Sessions e il rapper Miyachi. Contiene tre singoli: "Saihate Aini / Brainwashing", "Mountain Top" e "Catharsis". L'album raggiunse il numero uno sia nelle classifiche Oricon sia in quelle giapponesi . La band ha tenuto l'Anti Anti Generation Tour 2019 da giugno ad agosto in 10 location in tutto il Giappone per 17 spettacoli tra cui il loro primo concerto da stadio allo Zozo Marine Stadium.
Nel 2019, i Radwimps hanno scritto la colonna sonora anche per il seguente film di Shinkai dal titolo Weathering with You, uscito il 19 luglio 2019. L'album ha esordito al n. 3 della Oricon Albums Chart prima di raggiungere il n. 2 nella settimana successiva. Ha vinto il 34 ° Japan Gold Disc Award per l'Animazione Album dell'anno, ovvero l'album anime più venduto del 2019 con oltre 128 000 copie vendute nel 2019. Ha anche vinto il 43 ° Japan Academy Film Prize per la migliore musica, e la migliore colonna sonora al 24th Space Shower Music Awards.
Nel 2022, i Radwimps hanno collaborato nuovamente, insieme a Kazuma Jinnouchi, con Makoto Shinkai per il suo nuovo fillm Suzume, uscito l'11 Novembre 2022. In seguito al film, la band ha annunciato il suo primo tour mondiale, in nord America e Europa, il 31 gennaio 2023. 

## Formazione

### Formazione attuale
- Yōjirō Noda (野田洋次郎?) (5 luglio 1985) – voce, chitarra (2001-presente)
- Yūsuke Takeda (武田祐介?) (24 maggio 1985) – basso (2003-presente)

### Ex componenti
- Yūsuke Saiki (斉木祐介?) – chitarra ritmica (2001-2002)
- Kei Asō (朝生恵?) – basso (2001-2002)
- Akio Shibafuji (芝藤昭夫?) – batteria (2001-2002)
- Akira Kuwahara (桑原彰?) (4 aprile 1985) – chitarra (2001-2024[25])
- Satoshi Yamaguchi (山口智史?) (20 marzo 1985) – batteria, cori (2003-2015[26])

## Discografia

### Album in studio
- 2003 – Radwimps
- 2005 – Radwimps 2: Hatten Tojō
- 2006 – Radwimps 3: Mujintō ni Motte Ikiwasureta Ichimai
- 2006 – Radwimps 4: Okazu no Gohan
- 2009 – Altocolony no Teiri
- 2011 – Zettai Zetsumei
- 2013 – Batsu to Maru to Tsumi to
- 2016 – Your Name.
- 2016 – Human Bloom
- 2018 – Anti Anti Generation
- 2019 - Weathering With You
- 2020 - Blame Summer ep
- 2021 - 2+0+2+1+3+1+1= 10 years 10 songs[11]
- 2021 - FOREVER DAZE[11]
- 2022 - The Last Ten Years[27]
- 2022 - Suzume[28]
- 2023 - BACK TO THE LIVE HOUSE TOUR[29]